# 芒德略拉纳普勒
芒德略拉纳普勒（法語：Mandelieu-la-Napoule，法語發音：[mɑ̃dəljø la napul]）是法国滨海阿尔卑斯省的一个市镇，位于该省西南部，属于格拉斯区。

## 地理
芒德略拉纳普勒（43°32'44"N, 6°56'15"E）面积31.37 平方千米，位于法国普罗旺斯-阿尔卑斯-蓝色海岸大区滨海阿尔卑斯省，该省份为法国东南部沿海省份，南濒地中海，西南至瓦尔省，西北接上普罗旺斯阿尔卑斯省，北部和东部与意大利接壤。
与芒德略拉纳普勒接壤的市镇（或旧市镇、城区）包括：戛纳、佩戈马、锡亚涅河畔拉罗凯特、滨海泰乌勒、弗雷瑞斯、聖拉斐爾、塔讷龙。

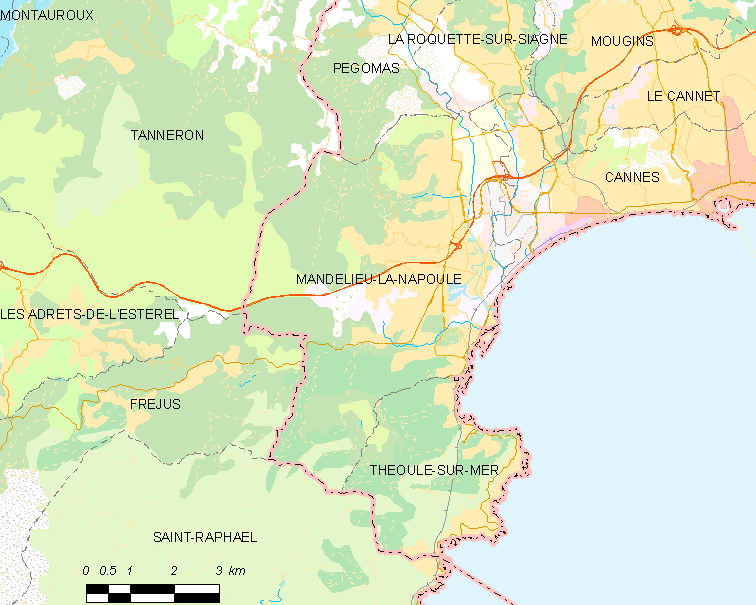
芒德略拉纳普勒的OSM定位图

芒德略拉纳普勒的时区为UTC+01:00、UTC+02:00（夏令时）。

## 行政
芒德略拉纳普勒的邮政编码为06210，INSEE市镇编码为06079。

## 政治
芒德略拉纳普勒所属的省级选区为芒德略拉纳普勒县。

## 人口

1962-2008年间芒德略拉纳普勒人口变化图示

芒德略拉纳普勒于2022年1月1日时的人口数量为21201人。